# جون ديكين (موجه قوارب)
جون ديكين (بالإنجليزية: John Deakin)‏ هو موجه قوارب ‏ بريطاني، ولد في 4 مارس 1965 في بيدفورد في المملكة المتحدة.

## وصلات خارجية
- جون ديكين على موقع الاتحاد الدولي للتجديف (الإنجليزية)
- جون ديكين على موقع اللجنة الأولمبية الدولية (الإنجليزية)
- جون ديكين على موقع أوليمبيديا (الإنجليزية)